# Carlos Berlocq
Carlos Alberto Berlocq (Chascomús, 2 maart 1983) is een Argentijns professioneel tennisser. Zijn bijnaam is Charly. Berlocqs favoriete ondergrond is gravel. Hij is gecoacht door Walter Grinovero en Leonardo Alonso.
Berlocq begon met tennis toen hij vier jaar oud was.
In 2005 eindigde Berlocq het jaar binnen de top 100. Sinds september 2010 staat Berlocq onafgebroken in de top 100 van de wereldranglijst. Hij won in zijn carrière negen challengertitels en één dubbeltitel op het hoogste niveau.

## Resultaten

### Enkelspel
| Nr.                  | Datum             | Toernooi         | Ondergrond | Tegenstander in finale | Score                    | Details |
| -------------------- | ----------------- | ---------------- | ---------- | ---------------------- | ------------------------ | ------- |
| Gewonnen finales     |                   |                  |            |                        |                          |         |
| 1.                   | 17 juli 2013      | ATP Båstad       | Gravel     | Fernando Verdasco      | 7-5, 6-1                 | Details |
| 2.                   | 28 april 2014     | ATP Oeiras       | Gravel     | Tomáš Berdych          | 0-6, 7-5, 6-1            | Details |
| Verloren finales     |                   |                  |            |                        |                          |         |
| 1.                   | 5 februari 2012   | ATP Viña del Mar | Gravel     | Juan Mónaco            | 3-6, 7-6(1), 1-6         | Details |
| Gewonnen challengers |                   |                  |            |                        |                          |         |
| 1.                   | 5 juni 2005       | Turijn (1)       | Gravel     | Alessio di Mauro       | 7-5, 6-1                 |         |
| 2.                   | 21 augustus 2005  | Cordenons        | Gravel     | Jérôme Haehnel         | 7-6(5), 6-4              |         |
| 3.                   | 27 november 2005  | Buenos Aires (1) | Gravel     | Diego Hartfield        | 7-5, 3-6, 6-4            |         |
| 4.                   | 26 november 2006  | Naples           | Gravel     | Pablo Cuevas           | 6-3, 7-5                 |         |
| 5.                   | 1 april 2007      | Barletta         | Gravel     | Werner Eschauer        | 3-6, 7-6(7), 2-0, opgave |         |
| 6.                   | 8 juli 2007       | Turijn (2)       | Gravel     | Boris Pašanski         | 6-4, 6-2                 |         |
| 7.                   | 27 juni 2010      | Reggio Emilia    | Gravel     | Pablo Andújar          | 6-0, 7-6(1)              |         |
| 8.                   | 11 juli 2010      | San Benedetto    | Gravel     | Daniel Gimeno Traver   | 6-3, 4-6, 6-4            |         |
| 9.                   | 19 september 2019 | Todi (1)         | Gravel     | Marcel Granollers      | 6-4, 6-3                 |         |
| 10.                  | 3 juli 2011       | Turijn (3)       | Gravel     | Albert Ramos Viñolas   | 6-4, 6-3                 |         |
| 11.                  | 18 september 2011 | Todi (2)         | Gravel     | Filippo Volandri       | 6-3, 6-1                 |         |
| 12.                  | 9 oktober 2011    | Palermo          | Gravel     | Adrian Ungur           | 6-1, 6-1                 |         |
| 13.                  | 13 november 2011  | Buenos Aires (2) | Gravel     | Gastão Elias           | 6-1, 7-6(3)              |         |
| 14.                  | 20 november 2011  | Montevideo       | Gravel     | Máximo González        | 6-2, 7-5                 |         |
| 15.                  | 28 september 2014 | Porto Alegre     | Gravel     | Diego Schwartzman      | 6-4, 4-6, 6-0            |         |
| 16.                  | 11 oktober 2015   | São Paulo-2      | Gravel     | Kimmer Coppejans       | 6-3, 6-1                 |         |
| 17.                  | 19 juni 2016      | Blois            | Gravel     | Steve Darcis           | 6-2, 6-0                 |         |
| 18.                  | 26 november 2017  | Rio de Janeiro   | Gravel     | Jaume Munar            | 6-4, 2-6, 3-0, opgave    |         |
| 19.                  | 7 april 2018      | Panama-Stad      | Gravel     | Blaž Rola              | 6-2, 6-0                 |         |

### Dubbelspel
| Nr.                              | Datum            | Toernooi         | Ondergrond | Partner                  | Tegenstanders in finale             | Score                | Details |
| -------------------------------- | ---------------- | ---------------- | ---------- | ------------------------ | ----------------------------------- | -------------------- | ------- |
| Gewonnen finales herendubbel     |                  |                  |            |                          |                                     |                      |         |
| 1.                               | 12 juli 2010     | ATP Stuttgart    | Gravel     | Eduardo Schwank          | Christopher Kas Philipp Petzschner  | 7-6(5), 7-6(6)       | Details |
| Verloren finales herendubbel     |                  |                  |            |                          |                                     |                      |         |
| 1.                               | 14 juli 2008     | ATP Umag         | Gravel     | Fabio Fognini            | Petr Pála Michal Mertiňák           | 2-6, 6-3, [10-5]     | Details |
| 2.                               | 5 februari 2012  | ATP Viña del Mar | Gravel     | Pablo Andújar            | Frederico Gil Daniel Gimeno Traver  | 6-1, 5-7, [10-12]    | Details |
| Gewonnen challengers herendubbel |                  |                  |            |                          |                                     |                      |         |
| 1.                               | 7 augustus 2005  | Trani            | Gravel     | Cristian Villagran       | Giorgio Galimberti Irakli Labadze   | 4-6, 6-2, 6-4        |         |
| 2.                               | 11 november 2007 | Asuncion         | Gravel     | Martín Vassallo Argüello | Adrián García Bartolomé Salvá Vidal | 7-5, 6-7(5), [13-11] |         |
| 3.                               | 6 juli 2008      | Turijn (1)       | Gravel     | Frederico Gil            | Tomáš Cibulec Jaroslav Levinský     | 6-4, 6-3             |         |
| 4.                               | 11 januari 2009  | Sao Paulo-1      | Hardcourt  | Leonardo Mayer           | Horacio Zeballos Mariano Hood       | 7-6(1), 6-3          |         |
| 5.                               | 4 juli 2010      | Turijn (2)       | Gravel     | Frederico Gil            | Daniele Bracciali Potito Starace    | 6-3, 7-6(5)          |         |
| 6.                               | 3 oktober 2010   | Montevideo       | Gravel     | Brian Dabul              | Máximo González Sebastián Prieto    | 7-5, 6-3             |         |
| 7.                               | 10 oktober 2010  | Buenos Aires (1) | Gravel     | Brian Dabul              | Jorge Aguilar Federico Delbonis     | 6-3, 6-2             |         |
| 8.                               | 28 november 2010 | Buenos Aires-2   | Gravel     | Brian Dabul              | Andrés Molteni Guido Pella          | 7-6(4), 6-3          |         |
| 9.                               | 13 november 2011 | Buenos Aires (2) | Gravel     | Eduardo Schwank          | Marcel Felder Jaroslav Pospíšil     | 6-7(1), 6-4, [10-7]  |         |

## Resultaten grote toernooien
| Legenda | Legenda                          |
| ------- | -------------------------------- |
| g.t.    | geen toernooi gehouden           |
| l.c.    | lagere categorie                 |
| –       | niet deelgenomen                 |
| G       | uitgeschakeld in de groepsfase   |
| 1R      | uitgeschakeld in de eerste ronde |
| 2R      | uitgeschakeld in de tweede ronde |
| 3R      | uitgeschakeld in de derde ronde  |
| 4R      | uitgeschakeld in de vierde ronde |
| KF      | uitgeschakeld in de kwartfinale  |
| HF      | uitgeschakeld in de halve finale |
| F       | de finale verloren               |
| W       | het toernooi gewonnen            |
| w-v     | winst/verlies-balans             |

### Enkelspel
| toernooi             | 2006 | 2007 | 2008 | 2009 | 2010 | 2011 | 2012 | 2013 | 2014 | 2015 | 2016 | 2017 |
| -------------------- | ---- | ---- | ---- | ---- | ---- | ---- | ---- | ---- | ---- | ---- | ---- | ---- |
| grandslamtoernooien  |      |      |      |      |      |      |      |      |      |      |      |      |
| Australian Open      | 1R   | –    | 1R   | –    | –    | 1R   | 2R   | 2R   | 1R   | 1R   | –    | 2R   |
| Roland Garros        | 1R   | 2R   | 1R   | –    | –    | 2R   | 1R   | 1R   | 2R   | 2R   | 2R   | 1R   |
| Wimbledon            | 1R   | 1R   | 1R   | –    | –    | 1R   | 1R   | 1R   | 1R   | –    | –    | 1R   |
| US Open              | –    | 1R   | –    | –    | 1R   | 2R   | 1R   | 2R   | 1R   | –    | 1R   | 1R   |
| ATP Masters 1000     |      |      |      |      |      |      |      |      |      |      |      |      |
| Indian Wells         | 1R   | –    | 1R   | –    | –    | –    | 2R   | 4R   | –    | –    | –    | –    |
| Miami                | 2R   | –    | 1R   | –    | –    | 3R   | 1R   | 1R   | 1R   | 2R   | –    | –    |
| Monte Carlo          | –    | –    | –    | –    | –    | –    | 1R   | –    | –    | –    | –    | 2R   |
| Madrid               | l.c. | l.c. | l.c. | –    | –    | –    | 1R   | –    | –    | –    | –    | –    |
| Rome                 | –    | –    | –    | –    | –    | 2R   | 2R   | 1R   | –    | –    | –    | 2R   |
| Montréal/Toronto     | –    | –    | –    | –    | –    | –    | 1R   | –    | –    | –    | –    | –    |
| Cincinnati           | –    | –    | –    | –    | –    | –    | 2R   | –    | –    | –    | –    | –    |
| Shanghai             | l.c. | l.c. | l.c. | –    | –    | –    | 1R   | 3R   | –    | –    | –    |      |
| Parijs               | –    | –    | –    | –    | –    | –    | 2R   | –    | –    | –    | –    |      |
| olympisch            |      |      |      |      |      |      |      |      |      |      |      |      |
| Olympische Spelen    | g.t. | g.t. | –    | g.t. | g.t. | g.t. | 1R   | g.t. | g.t. | g.t. | –    | g.t. |
| statistieken         |      |      |      |      |      |      |      |      |      |      |      |      |
| totaal aantal titels | 0    | 0    | 0    | 0    | 1    | 0    | 0    | 0    | 0    | 1    | 0    | 0    |
| eindejaarsranking    | 132  | 85   | 157  | 255  | 66   | 60   | 66   | 41   | 72   | 111  | 95   |      |

### Dubbelspel
| toernooi             | 2006 | 2007 | 2008 | 2009 | 2010 | 2011 | 2012 | 2013 | 2014 | 2015 | 2016 | 2017 |
| -------------------- | ---- | ---- | ---- | ---- | ---- | ---- | ---- | ---- | ---- | ---- | ---- | ---- |
| grandslamtoernooien  |      |      |      |      |      |      |      |      |      |      |      |      |
| Australian Open      | 1R   | –    | 1R   | –    | –    | 2R   | 2R   | 1R   | 1R   | 2R   | –    | –    |
| Roland Garros        | –    | 3R   | 1R   | –    | –    | 2R   | 2R   | 1R   | 1R   | 3R   | –    | 1R   |
| Wimbledon            | –    | –    | 2R   | –    | –    | 1R   | 1R   | –    | 1R   | –    | –    | 1R   |
| US Open              | –    | –    | –    | –    | –    | 1R   | 2R   | 1R   | KF   | –    | 1R   | 1R   |
| ATP Masters 1000     |      |      |      |      |      |      |      |      |      |      |      |      |
| Indian Wells         | –    | –    | –    | –    | –    | –    | 1R   | –    | –    | –    | –    | –    |
| Miami                | –    | –    | –    | –    | –    | 1R   | 1R   | –    | –    | –    | –    | –    |
| Monte Carlo          | –    | –    | –    | –    | –    | –    | –    | –    | –    | –    | –    | –    |
| Madrid               | l.c. | l.c. | l.c. | –    | –    | –    | –    | –    | –    | –    | –    | –    |
| Rome                 | –    | –    | –    | –    | –    | HF   | –    | –    | –    | –    | –    | –    |
| Montreal/Toronto     | –    | –    | –    | –    | –    | –    | 1R   | –    | –    | –    | –    | –    |
| Cincinnati           | –    | –    | –    | –    | –    | –    | –    | –    | –    | –    | –    | –    |
| Shanghai             | l.c. | l.c. | l.c. | –    | –    | –    | 1R   | 1R   | –    | –    | –    |      |
| Parijs               | –    | –    | –    | –    | –    | –    | 1R   | –    | –    | –    | –    |      |
| olympisch            |      |      |      |      |      |      |      |      |      |      |      |      |
| Olympische Spelen    | g.t. | g.t. | –    | g.t. | g.t. | g.t. | –    | g.t. | g.t. | g.t. | –    | g.t. |
| statistieken         |      |      |      |      |      |      |      |      |      |      |      |      |
| totaal aantal titels | 0    | 0    | 0    | 0    | 1    | 0    | 0    | 0    | 0    | 1    | 0    | 0    |
| eindejaarsranking    | 215  | 93   | 123  | 443  | 80   | 71   | 84   | 171  | 171  | 79   | 581  |      |